# Peurajärvi (Karesuando socken, Lappland, 757870-179067)
Peurajärvi är en sjö i Kiruna kommun i Lappland och ingår i Torneälvens huvudavrinningsområde. Sjön har en area på 0,0903 kvadratkilometer och ligger 347 meter över havet. Peurajärvi ligger i Pessinki fjällurskog Natura 2000-område.

## Delavrinningsområde
Peurajärvi ingår i det delavrinningsområde (757612-179377) som SMHI kallar för Ovan Porattomajärvenjoki. Medelhöjden är 379 meter över havet och ytan är 47,92 kvadratkilometer. Det finns inga avrinningsområden uppströms utan avrinningsområdet är högsta punkten. Kelojoki (Kelijoki) som avvattnar avrinningsområdet har biflödesordning 3, vilket innebär att vattnet flödar genom totalt 3 vattendrag innan det når havet efter 379 kilometer. Avrinningsområdet består mestadels av skog (61 procent) och sankmarker (38 procent). Avrinningsområdet har 0,59 kvadratkilometer vattenytor vilket ger det en sjöprocent på 1,2 procent.